# Divisibilità di binomi notevoli
In algebra, la divisibilità di binomi notevoli è una conseguenza del teorema del resto e consente di determinare la divisibilità di un binomio del tipo: {\displaystyle (a^{n}\pm b^{n})} (dove a, b sono numeri reali diversi da zero ed {\displaystyle n\in N_{0}}) per un binomio {\displaystyle (a\pm b)}.
In particolare si hanno differenti casi se l'esponente n è pari oppure dispari e se il segno è {\displaystyle +} o {\displaystyle -}.

## I vari casi
La seguente tabella ci dice se un binomio notevole del tipo {\displaystyle (a^{n}\pm b^{n})} può essere diviso da un binomio {\displaystyle (a\pm b)} e inoltre ci dice il resto dell'eventuale divisione.
| Dividendo                   | Divisore            | {\displaystyle n} | Divisibilità | Resto                                    |
| --------------------------- | ------------------- | ----------------- | ------------ | ---------------------------------------- |
| {\displaystyle a^{n}-b^{n}} | {\displaystyle a-b} | pari              | sì           | {\displaystyle R=a^{n}-a^{n}=0}          |
| {\displaystyle a^{n}-b^{n}} | {\displaystyle a-b} | dispari           | sì           | {\displaystyle R=a^{n}-a^{n}=0}          |
| {\displaystyle a^{n}-b^{n}} | {\displaystyle a+b} | pari              | sì           | {\displaystyle R=(-a)^{n}-a^{n}=0}       |
| {\displaystyle a^{n}-b^{n}} | {\displaystyle a+b} | dispari           | no           | {\displaystyle R=(-a)^{n}-a^{n}=-2a^{n}} |
| {\displaystyle a^{n}+b^{n}} | {\displaystyle a+b} | pari              | no           | {\displaystyle R=(-a)^{n}+a^{n}=2a^{n}}  |
| {\displaystyle a^{n}+b^{n}} | {\displaystyle a+b} | dispari           | sì           | {\displaystyle R=(-a)^{n}+a^{n}=0}       |
| {\displaystyle a^{n}+b^{n}} | {\displaystyle a-b} | pari              | no           | {\displaystyle R=a^{n}+a^{n}=2a^{n}}     |
| {\displaystyle a^{n}+b^{n}} | {\displaystyle a-b} | dispari           | no           | {\displaystyle R=a^{n}+a^{n}=2a^{n}}     |